# Corydoras longipinnis
Corydoras longipinnis är en fiskart som beskrevs av Knaack 2007. Corydoras longipinnis ingår i släktet Corydoras och familjen Callichthyidae. Inga underarter finns listade i Catalogue of Life.